# Xah Murad
Xah Murad fou atalik de Bukharà del 1785 a 1789 i emir de Bukharà de 1789 a 1799.

## Biografia
Va succeir el seu pare Daniyal Biy en temps del qual ja va arribar a tenir molt de poder després d'assassinar al visir Dewlet Biy. Vegeu Daniyal Biy.
Al pujar al poder les seves primeres decisions van anar encaminades a compensar a aquells que havien patit en el govern del seu pare i va renunciar a la part que li pertocava en l'herència d'aquest que va destinar a la caritat. Era un fanàtic religiós i va fer prevaldre l'ascetisme al kanat. La cort va esdenir encara més austera. Sultan Murad fou nomenat altre cop a Kermineh però els altres germans van haver de restar a Bukharà.

## Primera campanya de Merv
Estava determinat a conquerir Merv, plaça forta xiïta a les seves portes governada per la tribu dels qajars amb caps emparentats amb la dinastia djànida o astrakhanida. Quan va prendre la decisió estava sota el govern de Bairam Ali Khan, que durant temps havia estat el terror dels nòmades lladres al districte. Bairam va enviar una carta de pesam a Bukharà a la mort de Daniyal i altres actes conciliadors que no van servir amb Xah Murad, que va enviar a alguns turcmans de l'Oxus i alguns uzbeks per atacar les fronteres; Bairam, tot i la seva menor força, va matar als atacants i va portar entre els turcmans.
Xah Murad va decidir aconseguir el seu propòsit amb l'engany; va acampar amb sis mil uzbeks a Txardjui, cosa que Bairam va saber de seguida, però immediatament va marxar a Bukharà amb alguns oficials, el que Bairam va interpretar com símptoma de debilitat i va abaixar la guàrdia. En secret Xah Murad va tornar a Txardjui i d'allí es va dirigir a Merv a marxes forçades i va preparar una emboscada amb 4000 homes i en va enviar mil més a buscar provisions. Bairam va saber la notícia a mitjanit; la seva mare li va recomanar esperar a l'endemà al matí però no la va voler escoltar i va sortir amb 150 homes per tallar la retirada dels invasors mentre la resta agafaven un altre camí; va aconseguir una fàcil victòria sobre el grup atacant disposat de parany i va fer presoner a Kara Khoja, parent de Xah Murad, que curiosament el va advertir de l'emboscada, però Bairam no el va creure i el va matar. Sobtadament es va trobar rodejat pels quatre mil homes de Xah Murad, i fou fet presoner i decapitat; el seu cap fou portat a Bukharà i exhibit una setmana a la plaça d'execucions. Els seus homes foren fets presoners i el districte fou saquejat (1785).

## Recuperació de les estepes al sud de l'Oxus
El 1786 mentre Timur Xah de l'Afganistan estava embarcat en una expedició al Sind, van esclatar revoltes a Balkh i Akhsi, instigades per Xah Murad, que va enviar un exèrcit en el seu ajut. Els governadors afganesos foren expulsats.

## Revoltes dels seus germans
Toktamix, un altre germà de Xah Murad, que no havia estat restablert en el seu feu, va planejar l'assassinat del seu germà i va enviar un esclau de nom Feridun per matar-lo; l'esclau es va amagar a la seva habitació i el va apunyalar mentre dormia; li va fer una bona ferida a la cara però no el va matar; Feridun va poder fugir i va dir a Toktamix que havia complert l'encàrrec i van esperar tota la nit, però al matí l'atalik va aparèixer embenat però viu. Feridun fou capturat i executat i Toktamix enviat desterrat lluny per no trencar la promesa que havia fet al seu pare de no matar-lo. Després va pelegrinar a la Meca. Sultan Murad es va revoltar i fou derrotat i empresonat a Bukharà.

## Final de la dinastia djànida
Vers 1789 es va casar amb la filla del kan i va declarar formalment deposat al darrer kan djànida, Abu l-Ghazi, tot i que no va adoptar el títol i es va acontentar amb el d'amir-i Masum, igual que els seus successors tot i que sovint són anomenats kans. Emir implicava amir al-muminim, príncep dels creients, el que donava una dimensió religiosa al càrrec que compensava el prestigi que la dinastia djànida tenia com a descendent de Genguis Kan. Tan apegat estava al títol que va fer emetre monedes amb el nom del seu pare Daniyal Biy, ja difunt, on rebia el títol d'emir, que segurament mai va portar.

## Guerra amb Afganistan
La primavera del 1789 Timur Xah de l'Afganistan va sortir de Kabul amb un exèrcit de cent o cent cinquanta mil homes i es va dirigir a Kunduz i a Akhxi. Xah Murad va cridar al seu poble i va creuar l'Oxus a Kilif; el seu exèrcit era d'uns trenta mil homes; el seu germà Umar Kuixbegi fou enviat cap a Akhxi i un altre oficial va ser encarregar de tallar les comunicacions dels afganesos; aviat va veure que la seva força era massa dèbil per resistir i va canviar de política; va concedir la victòria a Timur Xah sense necessitat de batalla, al·legant que dos sunnites no podien combatre per debilitar-se davant els xiïtes. Xah Murad va enviar el seu fill al campament afganès i es va ajustar la pau fins a la mort de Timur Xah (18 de maig de 1793).

## Conquesta de Merv
Vers el 1788 set dels presoners fets a Merv uns anys abans, que s'havien fet sunnites a Bukharà, van poder retornar a la seva ciutat i van intentar convèncer els notables de sotmetre's a Bukharà però foren morts per orde de Muhammad Kuli Khan, cap dels qadjars el que provocarà la revenja de Xah Murad. Va envair Merv amb un exèrcit i va devastar la rodalia retornant a Bukharà. El pas del riu era vigilat per un fort el governador del qual s'havia enamorat bojament d'una cortesana. Husayn Khan, el cap qajar, al saber aquesta circumstància, havia fer treure a la cortesana del fortí. Ara el governador en revenja va oferir els seus servis a Xah Murad. Aquest hi va anar a marxes forçades, va dominar la fortalesa enviant la guarnició a Bukharà, i amb quatre mil homes va assetjar Merv a la que va tallar l'aigua. L'afganès Timur Xah (16 d'octubre de 1772 a 18 de maig de 1793) va anar en ajut de la ciutat amb soldats i provisions sota el comandament de Leixkery Khan, el fill del qual, Khanjer Khan, es va enamorar d'una germana del governador de Merv; la parella fou sorpresa en circumstàncies compromeses per Husayn Khan el qual va matar el jove afganès i després va fer matar la seva pròpia germana. Leixkery Khan es va sentir ultratjat i es va retirar amb les seves forces i dos mil famílies cap a Herat. Husayn Khan va haver d'enviar un missatge de submissió a Xah Murad i després va anar en persona a Bukharà presentar el seu homenatge acompanyat de diversos notables. Poc després el seu germà Muhammad Karim Khan, expulsat de Mashad, es va retirar també a Bukharà. Husayn va cridar a la seva família a reunir-se amb ell i Xah Murad va fer transportar una part dels habitants de Merv a Bukharà; les famílies de Bairam Ali, Husayn Khan i el germà d'aquest Muhammad Karim Khan es van traslladar junt amb molts habitants. A Merv només van quedar 300 sunnites i 2000 xiïtes i es van evacuar 17.000 persones. Això fou el començament de la decadència de la ciutat. Va iniciar obres d'irrigació a la vall del Zarafxan que va continuar el seu fill.
Murad va nomenar als seus germans Umar biy i Fazil biy com a governadors de Merv (1789/1790). Allí, incitats pels turcmans, no van tardar a revoltar-se però com que van fer concessions als nòmades els ciutadans es van revoltar i els van assetjar a la ciutadella i els van obligar a demanar condicions per la pau, sent autoritzats a marxar a Xahr-i Sabz. Tres-cents dels seus seguidors foren tancats en una petita cambra fins que foren fora i quan la cambra es va obrir només un quedava en vida. Els ciutadans es van sotmetre altre cop a Xah Murad.

## Conflicte amb els axfàrides
La primavera del 1796 el cap turcman qajar Agha Muhammed, fundador de la dinastia persa qajar, es va apoderar de Mashad de mans de l'aixfàrida Xah Rukh el Cec, el net de Nàdir Xah. El seu fill gran Nadir Mirza va anar a Kabul i va enviar els seus germans Imam Kuli Mirza i Haydar Mirza i alguns altres caps a Bukharà per demanar ajut; la carta recordava a Xah Murad que pel seu matrimoni amb una fill d'ABd al-Faiz estava emparentat amb Nadir, i la fe sunnita comuna, així com les obligacions contretes per Muhammad Rahim amb el seu besavi Nadir Xah; la carta demanava un contingent de tropes per recuperar Mashad, amb la promesa que llegiria la khutba en el seu nom. Els prínceps es van allotjar al palau Pai Menar i foren tractats de manera cortesa però van esperar quasi un any en debades i finalment van demanar retornar a Herat. Xah Murad va encarregar a Muhammad Amin Toptxi escortar-los amb cinc mil homes i ofegar-los a l'Oxus. Se'ls va pujar a una barca i quan era al mig del riu es va fer enfonsar, però els dos prínceps van poder arribar a l'altre costat i a Txardjui. Quan Xah Murad ho va saber va cridar a Tureh Kazakh, net d'Ilbars Khan III de Khivà (que havia estat assassinat per Nadir) i li va recordar l'obligació de venjança de sang. Va anar a Txardjui i allí va trobar als prínceps que anaven a una festa a la casa del governador local Balta Kuli Bek i allí es van adonar que havien caigut a un parany; van pregar per la seva vida però no foren escoltats i Tureh els va decapitar. Aquest crim no fou aprovat pels ulemes de Bukharà. Les causes del crim foren probablement per conciliar-se al xa qajar de Pèrsia.

## Reformes
Va fer una reforma judicial i financera que va reforçar l'autoritat central de l'estat en aconseguir una recaptació més eficient, però el poder militar va restar en mans de les tribus dirigides per begs (els caps de la tribu) i els caps militars (nukers = guerrers) que vivien en els seus tankhos, uns territoris concedits a cada tribu dins dels quals recaptaven taxes dels seus habitants.

## Mort i successió
Als darrers anys de la seva vida va estar enfrontat al seu fill Haydar Tura Khan, que era governador de Qarshi. Va morir amb 63 anys el 13 de desembre de 1799 i el va succeir el seu esmentat fill Haydar Tura Khan.